# Ley Lares
La Ley de Imprenta, conocida como Ley Lares, fue promulgada en México el 23 de abril de 1853 por el ministro de Justicia, Teodosio Lares, durante el último periodo presidencial de Antonio López de Santa Anna. Mediante esta ley se restringió la libertad de expresión.

## Promulgación
En 1853, al iniciar el último régimen de Santa Anna, el ministro de Relaciones Interiores y Exteriores, Lucas Alamán, encargó al jurista Teodosio Lares... la formulación de una reglamentación que delineara los límites de la libertad de expresión en México pues si bien el concepto ya había sido plenamente asimilado a la vida social y política del país, en la
práctica cotidiana este sufría las modificaciones y torcimientos debidos al vaivén de la política y al ascenso de los distintos personajes a la conducción del país. Su principal virtud fue ordenar de manera legal lo que habían sido prácticas y costumbres. Y por ello dejó plasmada la idea que los conservadores tenían de cómo podía y debía operar dicha libertad. 
El resultado fue una ley de imprenta conformada por 5 títulos y 50 artículos:
- Título I: De las obligaciones de los impresores.
- Título II: De la diversa clase de impresos y de su publicación.
- Título III: De los abusos de imprenta.
- Título IV: De las multas y correcciones.
- Título V: Provisiones generales y algunas transitorias.

La Ley Lares señalaba, en síntesis, lo siguiente: Los impresos debían registrarse, con su nombre y domicilio ante la primera autoridad política del sitio en que radicaran; colocar un letrero en su establecimiento con el nombre del mismo y el del dueño; los impresos debían llevar el nombre verdadero del impresor y su domicilio, lugar y año de impresión. 
Se establecía la censura previa, ya que “Antes de proceder a la publicación de cualquier impreso, se entregará un ejemplar al Gobernador o primera autoridad política del lugar [...] y otra a los promotores fiscales [...]”
Los expendedores, fijos y ambulantes, requerían licencia por escrito para vender los impresos y sólo debían hacerlo aquellos que cumplieran con los requisitos de registro.

Los escritos eran, para efectos de la ley, clasificados en dos grupos:
a) obras, folletos y hojas sueltas. Requerían para su licitud señalar el nombre del editor responsable;
b) periódicos. Para poder imprimir un periódico, previo a editarse debían presentar ante la autoridad el nombre de quien había de fungir como editor responsable de todo lo que se publicara. El editor responsable debía cubrir los requisitos siguientes:

1) Ser mayor de 25 años de edad;

2) tener un año de vecindad en el lugar donde se haga la publicación;
3) estar en ejercicio de los derechos civiles;
4) no estar privado ni suspenso de los derechos políticos;
5) tener constantemente en depósito las cantidades siguientes: en el Distrito Federal la suma de 3 a 6 mil pesos; en las capitales de los estados de mil a 3 mil pesos y en los demás lugares de 600 a mil pesos.

Se dio a conocer a través del periódico El Siglo Diez y Nueve el 28 de abril de 1853, fue promulgada por el autor, ministro de Justicia, Negocios Eclesiásticos e Instrucción Pública, Teodosio Lares. Uno de los objetivos de esta ley fue proteger los intereses de la Iglesia católica calificando de sediciosos y subversivos los textos que atacaran a la religión o al gobierno, o, sencillamente, que publicaran doctrinas encaminadas a trastornar el orden y las buenas costumbres.

Son injuriosos y calumniosos, los escritos aunque se disfracen con sátiras, invectivas, alusiones, alegorías, caricaturas, anagramas o nombres propios supuestos.
Art. 28

Por medio de esta ley se acalló y persiguió a editores y escritores. Se le considera una de las leyes más opresivas de la dictadura de Santa Anna, en consecuencia varios órganos liberales desaparecieron pues se les obligaba a registrarse y realizar un depósito de entre tres y seis mil pesos, entonces una cantidad muy elevada, que obligó a varios periódicos a cerrar, y era un mecanismo para anticipar las multas en caso de violar la ley. Toda publicación, antes de ser editada, debería ser entregada a las autoridades del gobierno para su aprobación. Cualquier periódico podría ser suprimido "como medida de seguridad nacional", si así lo decretaba el presidente de la República. Fueron cerrados los periódicos El Monitor Republicano, El Instructor del Pueblo y El Telégrafo, incluso El Siglo Diez y Nueve llegó a ser multado y censurado. Pocos escritores, como Francisco Zarco, se atrevieron a luchar por la libertad de expresión. 
Su vigencia tuvo altibajos, fue derogada en 1855 cuando renunció Santa Anna y triunfó la Revolución de Ayutla; los gobiernos liberales de Juan Álvarez y Benito Juárez decretaron la libertad de imprenta por medio de la Ley Lafragua. En contraste, el gobierno conservador de Félix Zuloaga la declaró nuevamente vigente. También rigió durante los gobiernos de Miguel Miramón y Maximiliano. Es decir, estuvo en vigor hasta 1867 en la parte del territorio nacional que controlaban los Conservadores.

## Derogación
La ley fue abrogada por los artículos 6.° y 7.° de la Constitución Federal de los Estados Unidos Mexicanos de 1857, así como por la reglamentación expedida por el Congreso de la Unión señalada en la Ley Orgánica de la Libertad de Prensa de 1861. La medida tuvo validez en la parte del territorio que controlaban los Liberales. Fue definitivamente derogada, con toda la legislación conservadora, en 1867, en la República Restaurada